# Лоръл (Небраска)
Вижте пояснителната страница за други значения на Лоръл.
Лоръл (на английски: Laurel) е град в окръг Сийдър, Небраска, Съединени американски щати. Намира се на 50 km западно от Су Сити. Населението му е около 986 души (по приблизителна оценка от 2017 г.).
В Лоръл е роден актьорът Джеймс Кобърн (1928 – 2002).